# 趙鼎 (宣德進士)
趙鼎（15世紀—1430年），字廷九，浙江台州府黃巖縣人，明朝政治人物。

## 生平
趙鼎是永樂二十一年（1423年）的舉人，宣德二年（1427年）成會元，中二甲進士第二名。他個性孝順，登第後立刻上疏回鄉省親，三年後在家去世；當時他中第，澄江的流水整天清澈，人們將他比擬為杜範，死後林璧為他寫下詩，稱其有才無命。